# Eriogonum maculatum
Eriogonum maculatum är en slideväxtart som beskrevs av A. A. Heller. Eriogonum maculatum ingår i släktet Eriogonum och familjen slideväxter. Inga underarter finns listade i Catalogue of Life.